# Косова, Фоча
Косова је насеље у општини Фоча у Републици Српској, Босна и Херцеговина .